# Семенівська сільська рада (Криничанський район)
| Семенівська сільська рада — орган місцевого самоврядування у Криничанському районі Дніпропетровської області з адміністративним центром у c. Семенівка. Сільській раді підпорядковані населені пункти: - c. Семенівка - с. Весела Роща - с. Котлярівка - с. Любимівка - с. Любомирівка - с. Підгірне - с. Прапор |

## Склад ради
Рада складається з 16 депутатів та голови.

## Керівний склад сільської ради
| ПІБ                    | Основні відомості                                                         | Дата обрання | Дата звільнення |
| ---------------------- | ------------------------------------------------------------------------- | ------------ | --------------- |
| Карпюк Ігор Сергійович | Сільський голова, 1967 року народження, освіта, безпартійний              | 02.08.2009   | 31.10.2010      |
| Карпюк Ігор Сергійович | Сільський голова, 1967 року народження, освіта вища, член Партії регіонів | 31.10.2010   |                 |

Примітка: таблиця складена за даними джерела

## Розташування
Семенівська сільська рада розташована в північній частині Криничанського району Дніпропетровської області, за 30 км від районного центру.

## Соціальна сфера
На території селищної ради знаходяться такі об'єкти соціальної сфери:
- Семенівська середня загальноосвітня школа;
- Семенівський дитячий ясла-садок «Колосочок»;
- Семенівська дільнична лікарня;
- Семенівський будинок культури;
- Семенівська сільська бібліотека.